# Emilio Geiler
Emilio Geiler (Bellinzona, 1900 – Locarno, 1971) è stato uno scrittore svizzero.

## Biografia
Figlio di Lebrecht, macchinista delle ferrovie svizzere, fu trasferito fin dalla fine del XIX secolo da Gotthardbahn a Bellinzona, anche se la sua famiglia era di lingua tedesca. La stazione di Bellinzona era un importante snodo ferroviario ed il personale proveniva dalla parte tedesca della Svizzera, perciò anche il giovane Emilio ebbe modo di frequentare la "chiesa riformata" e la sua comunità. Anche lui si impiegò come macchinista delle Ferrovie Federali Svizzere e visse e lavorò a Bellinzona, dove peraltro la comunità di origine tedesca ebbe per decenni un trattamento di favore rispetto alla popolazione locale, permettendo loro un tenore di vita più elevato. 
Fu autore di un'autobiografia dal titolo Il macchinista Lombardi: Dalla vita di un ferroviere, del romanzo L'Espresso del Gottardo 41 è scomparso, opera per la quale nel 1951 fu insignito del Prix Chatrian, premio francese di letteratura ferroviaria e tradotto in varie lingue, e del romanzo Echtes Falschgeld. Fu collaboratore di alcuni periodici e giornali. Fu inoltre un socialista e si impegnò contro il nazifascismo.
In merito al romanzo L'Espresso del Gottardo 41 è scomparso, sembra anticipare nel 1942 ciò che succederà nel 2010, l'Incidente nella miniera di San José a nord Copiapó in Cile, dove 33 minatori rimasero per 69 giorni a 700 metri sottoterra a seguito di un crollo. Nel romanzo di Geiler un convoglio ferroviario resta imprigionato nella galleria vicino a Lavorgo da una doppia frana. I passeggeri sono all'incirca duecento con quindici bambini mentre i soccorsi riusciranno a liberarli dopo una settimana, Geiler racconta questa settimana, racconta le reazioni della gente, le paure, le emozioni, le violenze, i raggiri per sfruttare la situazione e poi, una volta liberati, i pavoneggiamenti dinanzi ai giornalisti. Ne parla come di uno che conosce bene la materia dall'interno, di uno che sa bene il mondo dei treni e della ferrovia.

## Opere
- L'Espresso del Gottardo 41 è scomparso, Edizioni Istituto Editoriale Ticinese, 1942
- Il macchinista Lombardi: Dalla vita di un ferroviere, S.A. Grassi & Company, 1945
- Echtes Falschgeld (Soldi veri contraffatti), Edizioni Casagrande, 1964